# آنتا هولاسووا
آنتا هولاسووا (چکی: Aneta Holasová؛ زادهٔ ۲۲ فوریهٔ ۲۰۰۱) ژیمناست هنری زن اهل جمهوری چک است.